# Hofstetten (Baden-Württemberg)
Hofstetten egy kis zsákfalu Németországban, azon belül Baden-Württembergben. A falu csendessége és szép környezetben való elhelyezkedése miatt kedvelt úti cél a pihenni vágyó turisták számára. Lakosainak száma 1797 fő (2023. december 31.).

## Földrajz

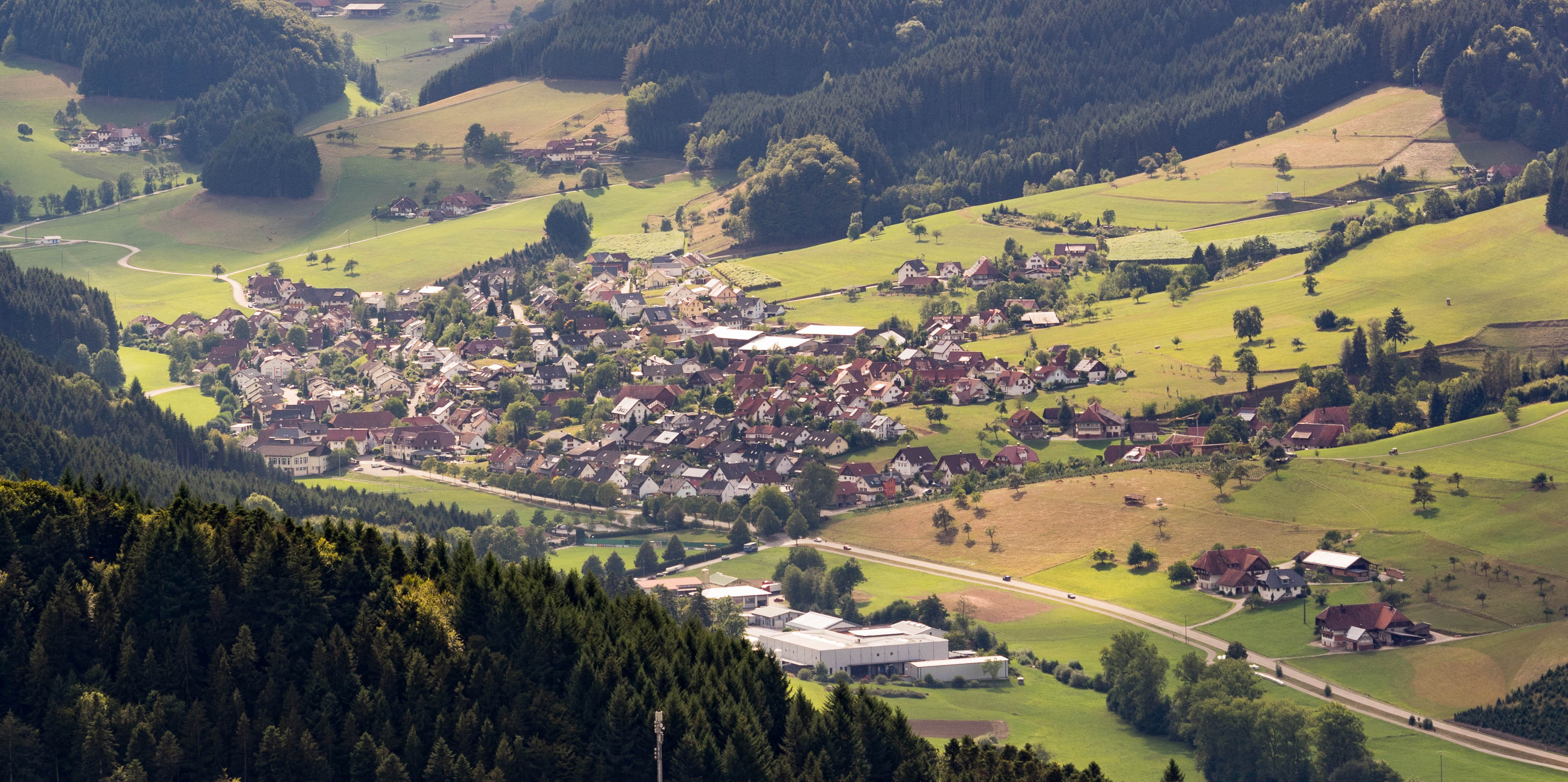
Kilátás Hofstettenre az Urenkopf csúcsáról

### Földrajzi elhelyezkedés
Az államilag elismert üdülőhely Hofstetten a Középső-Fekete-erdőben, 250 és 726 méter tengerszint feletti magasság között, a Kinzigtal egyik mellékvölgyében található, a 33-as szövetségi autóúttól nem messze, csendes helyen fekszik. A település területének csaknem kétharmada erdő.

### Szomszédos települések
A község északon Haslach im Kinzigtal, keleten Mühlenbach, délen Elzach és Biederbach (mindkettő Emmendingen járásban található), nyugaton pedig Schuttertal és Steinach településekkel határos.

## Történelme
Hofstettenről először 1353-ban tesznek említést egy oklevélben. Abban az időben a Fürstenberg grófok birtoka volt. 1806-ban a falu a badeni nagyhercegséghez került, ahol kezdetben továbbra is a mai Bezirksamt Haslach nevű hivatalhoz tartozott. Amikor ezt 1857-ben feloszlatták, Hofstetten a Wolfachi járási hivatalhoz került, amely 1939-ben Wolfachi járásra változtatta nevét.
1933-ban az NSDAP Közép-Badenben érte el a legrosszabb eredményt a választásokon 15,6 százalékkal, míg a katolikus Centrumpárt a szavazatok 80,4 százalékát kapta. Később a náci járási vezető fegyveres SS-katonákat küldött a faluba, hogy letartóztassák a Centrum önkormányzati képviselőit, mert azok nem voltak hajlandók lemondani, mire azok az erdőben bujkáltak. 1973 óta a falu az újonnan alakult Ortenau járáshoz tartozik.

## Népesség
A település népessége az elmúlt években az alábbi módon változott:
| Lakosok száma | 789  | 876  | 1141 | 1384 | 1521 | 1592 | 1614 | 1669 | 1684 | 1797 |
|               | 1961 | 1967 | 1974 | 1980 | 1987 | 1993 | 2000 | 2006 | 2013 | 2023 |

## Vallás
Mivel a reformáció elkerülte Hofstettent, a falu lakosai ma is túlnyomórészt római katolikus vallásúak.

## Politika

### Helyi Tanács
Hofstetten önkormányzati tanácsa tíz tagú. A testület a megválasztott tiszteletbeli önkormányzati képviselőkből és a polgármesterből, mint elnökből áll. A polgármester szavazati joggal rendelkezik az önkormányzati tanácsban. A 2019. május 26-i önkormányzati választások a következőket eredményhez vezetett:
| Pártok                           | % 2019-ben | helyek 2019-ben | % 2014-ben | helyek 2014-ben |
| -------------------------------- | ---------- | --------------- | ---------- | --------------- |
| CDU                              | 56,4       | 6               | 56,4       | 6               |
| FWG (Szabad választók közössége) | 43,6       | 4               | 43,6       | 4               |
| Összesen                         | 100        | 10              | 100        | 10              |
| Részvételi arány                 | 78,4%      | 78,4%           | 66,7%      | 66,7%           |

### Polgármester
Henry Heller 1994 júliusától volt Hofstetten polgármestere; 2002-ben és 2010-ben újraválasztották. 2018. április 22-én Martin Aßmuthot választották meg új polgármesternek, aki 2018 júliusában lépett hivatalba.

### Címer
Címerleírás: "Kék színben pajzs, zöld alapon és ezüstszínű templom oldalnézetben"
A mai címerben szereplő templom az 1835-ben elkészült Weinbrenner-stílusú Szent Erhard plébániatemplomot mutatja. De már 1685-ben egy kerek pajzsban lévő, felhőmetszettel körülvett templom volt látható, a főhajó elülső részén egy hozzáépített toronnyal, egy másik, 1715-ből származó pecséten egy hasonlóan keretezett barokk pajzson egy ház látható, amelynek jobb sarkán egy fal ugrik ki. A felhő szimbólum a Fürstenberg-birtokhoz való egykori tartozásra emlékeztet, és ezt a címert 1806-ig használták. A 19. század közepe óta a község pecsétjén az 1835-ben elkészült Szent Erhard-templom látható, a toronnyal, füves területen. A képet 1906-ban pajzsba helyezték és azóta ez a falu címere.

## Kultúra és látnivalók

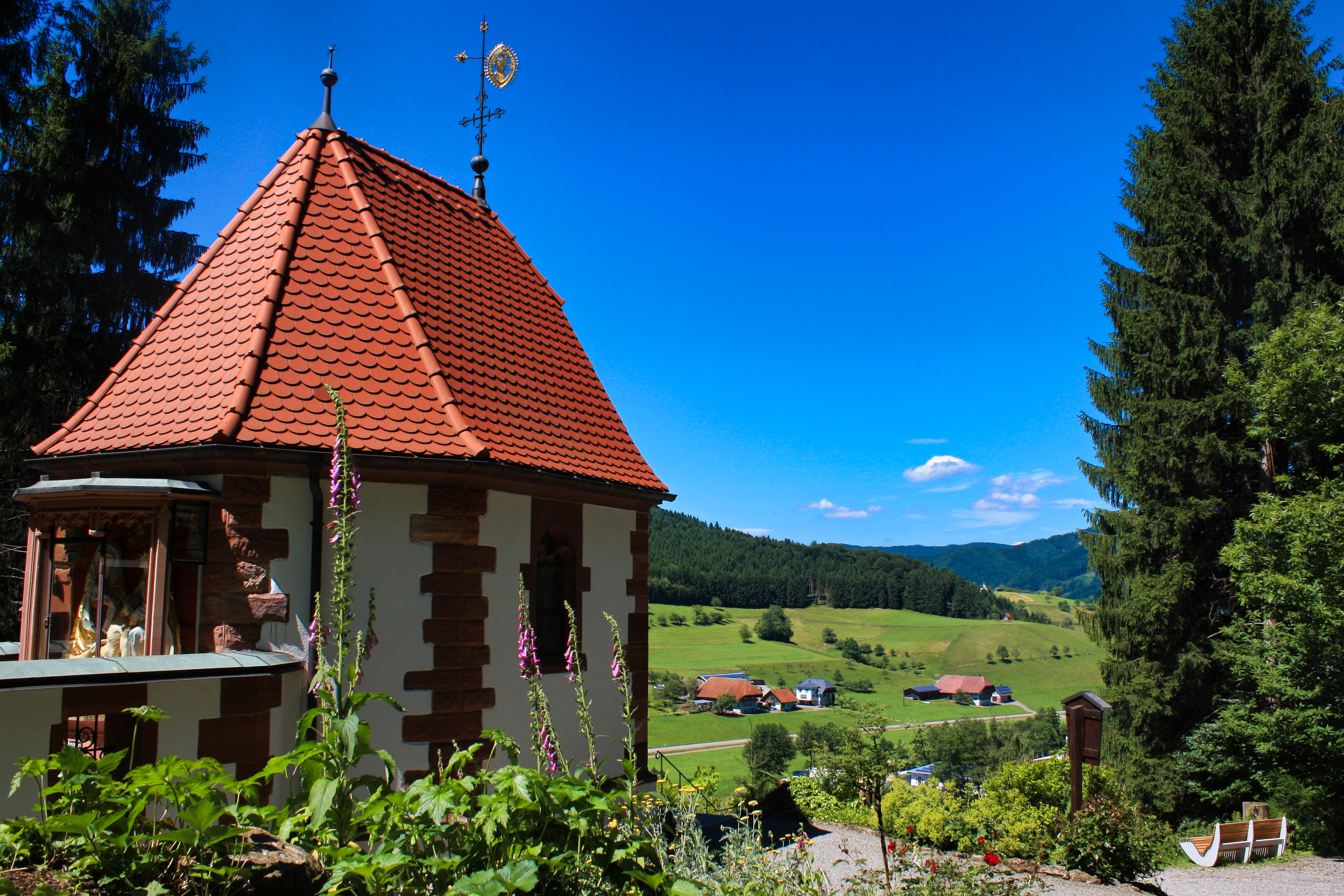
Hansjakob kápolna

### Építmények
- St. Erhard egy katolikus plébániatemplom mely Weinbrenner stílusban épült 1833-1835 között. Hans Voß mérnök volt az építkezés vezetője. A harangtorony sisakja nyolcszögletű, mely nagyon ritkának számít a Badeni templomoknál, a St. Erhard templomon kívül csak az oppenaui Keresztelő Szent János templomnak van még ilyen tornya (Friedrich Weinbrenner unokaöccse, Johann Ludwig Weinbrenner építette azt a templomot). Ez a templom a 19. század közepe óta szerepel a város címerében.
- Hansjakob kápolna: Emlékkápolna mely Heinrich Hansjakob lelkész, író és politikus végső nyughelyeként szolgál.

### Sport
A Sportclub Hofstetten egy labdarúgó szakosztállyal rendelkezik. Akik a 2010/11-es és 2017/18-as szezonban a legmagasabb rangú Dél-Bádeni labdarúgó bajnokságban is szerepeltek.

## Gazdaság
A falu fő bevételi forrásai a mezőgazdaság és az idegenforgalom. A településen található még mintegy 20db mezőgazdasági és további körülbelül 40db kis- és közepes vállalkozás is.

## Oktatás
Hofstettenben található egy általános és egy középiskola. A magasabb szintű iskolák a közeli Haslach és Hausach városokban találhatóak.

## Fordítás
- Ez a szócikk részben vagy egészben a Hofstetten című német Wikipédia-szócikk fordításán alapul. Az eredeti cikk szerkesztőit és forrásait annak laptörténete sorolja fel.